# Ernst Tiburzy
Ernst Tiburzy (Drosdowen, 6 dicembre 1911 – Papenburg, 14 novembre 2004) è stato un militare tedesco membro del Volkssturm.
È stato decorato con la Croce di Cavaliere della Croce di Ferro per i suoi servigi sul fronte orientale.

## Biografia
Durante la seconda guerra mondiale distrusse da solo cinque T- 34 con i Panzerfaust nella difesa di Königsberg.
Il Wehrmachtbericht (bolletino di guerra d'informazione) del 3 febbraio 1945 riportò la seguente notizia: "Nelle dure battaglie difensive attorno all'anello difensivo esterno di Königsberg, il comandante del Battaglione del Volkssturm Ernst Tilbursy distrusse cinque carri armati sovietici con il Panzerfaust (bazooka)."
È stato il primo di soli quattro membri del Volkssturm ad aver ricevuto la Croce di Cavaliere della Croce di Ferro.
Il 22 marzo 1945 il cinegiornale Die Deutsche Wochenschau descrisse l'episodio e la sua decorazione.